# Băhnișoara, Neamț
Băhnișoara este un sat în comuna Bahna din județul Neamț, Moldova, România.